# Kleofa
Sv. Kleofa, ponekad spominjan i kao Alfej, Isusov stric, učenik i pratitelj na putu u Emaus.

## Put u Emaus
Nakon Isusove smrti Kleofa i još jedan učenik vraćali su se kući u Emaus, neutješni i zbunjeni zbog smrti svog učitelja. Isus ih je sreo na putu, razgovarao s njima i tumačio im starozavjetna proroštva, govoreći kako nije došao uspostaviti zemaljsko kraljevstvo, nego vječno. Prepoznali su ga tek kad je izveo čin euharistije, nakon čega je nestao. Nakon toga ispričali su apostolima što su vidjeli.

## Predaja o smrti
Prema drevnoj predaji, sv. Kleofu su ubili Židovi zbog svjedočenja o Isusu Kristu kojeg je prepoznao. Navodno je ubijen u istoj kući u kojoj je Isusu priredio večeru. Stoga je Kleofa slika onih koji su izgubili nadu i ponovno je pronašli u susretu s uskrslim Gospodinom.

## Obitelj
Kleofa je bio mlađi brat Svetog Josipa i samim time Isusov stric. Oženio je Mariju, sestričnu Isusove majke, s kojom je imao četiri sina, u Evanđelju nazvanih "braća Isusova". To su Jakov Pravedni, Juda Tadej, Šimun i Josip. Njegova supruga Marija Kleofina bila je svjedokinja Isusova razapinjanja.

## Zanimljivosti
- Sveti Kleofa se u Katoličkoj Crkvi slavi 25. rujna.[2]